# Rashtriya Lok Dal
Pour les articles homonymes, voir RLD.
Le Rashtriya Lok Dal ou RLD (hindi : राष्ट्रीय लोक दल, « Parti national populaire ») est un parti politique en Inde.

## Histoire
Chaudry Ajit Singh en est le Président.
Il assure l'héritage de son père, l'ancien premier ministre de l'Inde Charan Singh et du parti Lok Dal.
Aux Élections législatives indiennes de 2004, le RLD fait alliance avec le Samajwadi Party. Le RLD obtient 2 463 607 voix et 3 sièges.
En 2009 pour les élections du Lok Sabha, le RLD fait alliance avec le Bharatiya Janata Party et obtient 5 sièges.
Le 12 décembre 2011, le RLD rejoint l'Alliance progressiste unie après avoir rencontré Sonia Gandhi chef du Congrès national indien et le premier ministre Manmohan Singh.